# Théâtre Comte

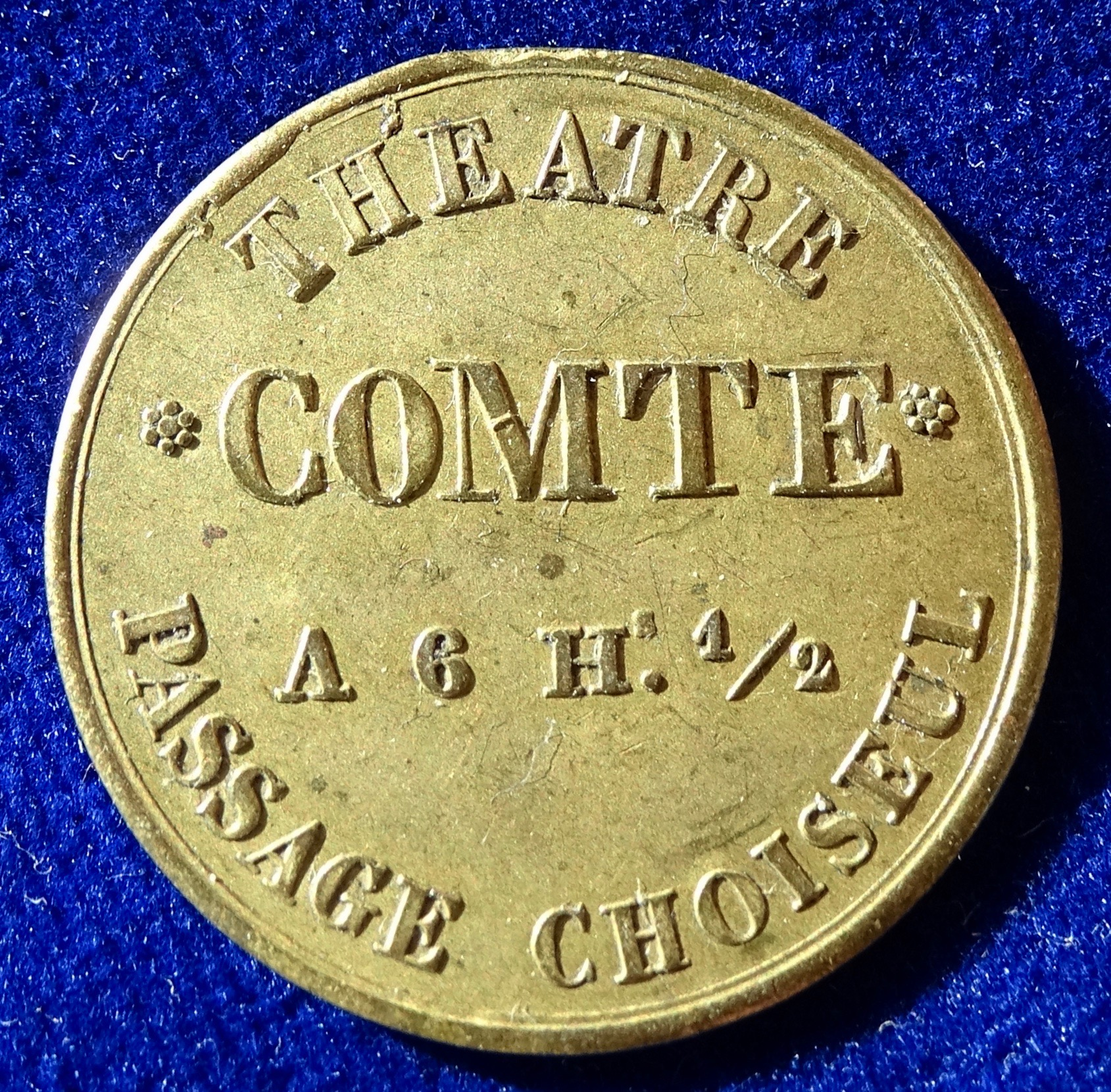
Jeton d'abonnement Théâtre Comte, passage Choiseul, avers.

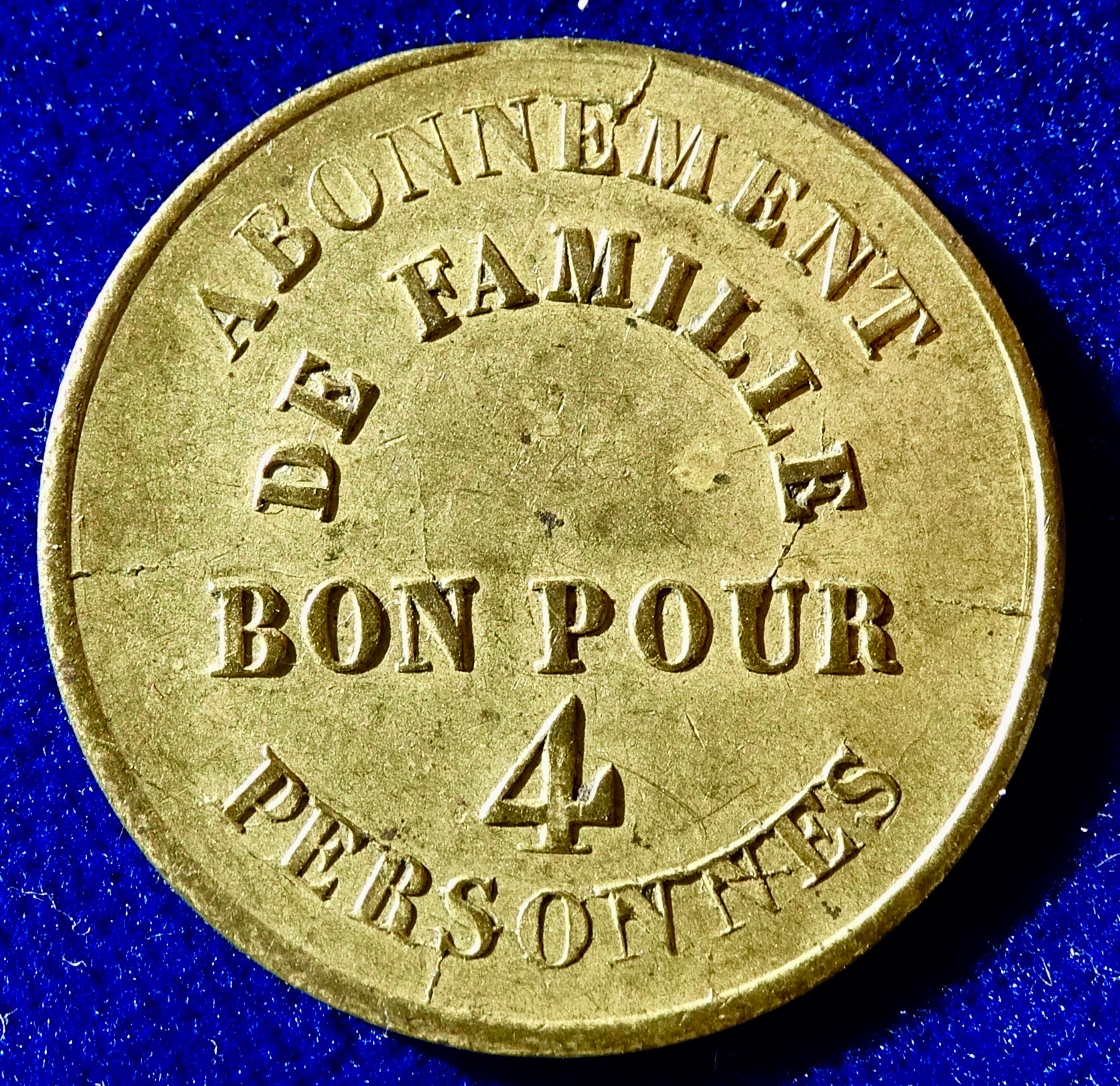
Jeton d'abonnement Théâtre Comte, passage Choiseul, revers.

Le théâtre Comte, également appelé  théâtre des Jeunes-Élèves, est une salle de spectacles parisienne ouverte par le ventriloque et magicien Louis Comte en 1820 passage des Panoramas (2e arr.). 
Le comédien Hyacinthe y fait ses débuts en 1821. En 1826, Louis Comte devant quitter le passage des Panoramas pour des raisons de sécurité, il commande aux architectes Allard et Brunneton la construction d'une nouvelle salle dans le quartier Choiseul, en cours de réaménagement. Dotée d'un double accès passage Choiseul et rue Neuve-Ventadour (aujourd'hui rue Monsigny), elle est inaugurée le 23 janvier 1827.
En 1846, une loi interdisant de faire jouer les enfants au théâtre, Louis Comte cède la direction à son fils Charles. Jacques Offenbach reprend le bail en 1855 et y installe son théâtre des Bouffes-Parisiens, nom que la salle a conservé jusqu'à aujourd'hui.